# Tatjana Alexandrowna Schemjakina
Tatjana Alexandrowna Schemjakina (russisch Татьяна Александровна Шемякина, engl. Transkription Tatyana Shemyakina; * 3. September 1987 in Makarowka, Mordwinien) ist eine russische Geherin.
Sie begann im Alter von 15 Jahren mit dem Gehen als Sportart. Erste Erfolge stellten sich schnell ein. 2004 gewann sie bei regionalen Meisterschaften den Titel über 3 km bei den Juniorinnen. Auf internationaler Ebene machte sie als Zweite der Juniorenweltmeisterschaften 2006 in Peking zum ersten Mal auf sich aufmerksam. Im selben Jahr qualifizierte sie sich mit dem fünften Platz bei den Russischen Meisterschaften über 20 km für die U23-Europameisterschaften 2007 in Debrecen. Dort holte sie die Goldmedaille in 1:28:48 h und verbesserte damit den Europarekord in ihrer Altersklasse.
Ihren bisher größten Erfolg feierte sie bei den Weltmeisterschaften 2007 in Osaka, als sie mit einer Zeit von 1:30:42 h hinter ihrer Landsfrau Olga  Kaniskina die Silbermedaille über die 20-km-Distanz gewann.
Tatjana Schemjakina lebt in Saransk und wird von Vera Nascharkina trainiert.

## Bestleistungen
- 10 km: 43:57 min, 13. Juli 2007, Debrecen
- 20 km: 1:25:46 h, 23. Februar 2008, Adler